# Liste der Kreisstraßen in der Region Hannover

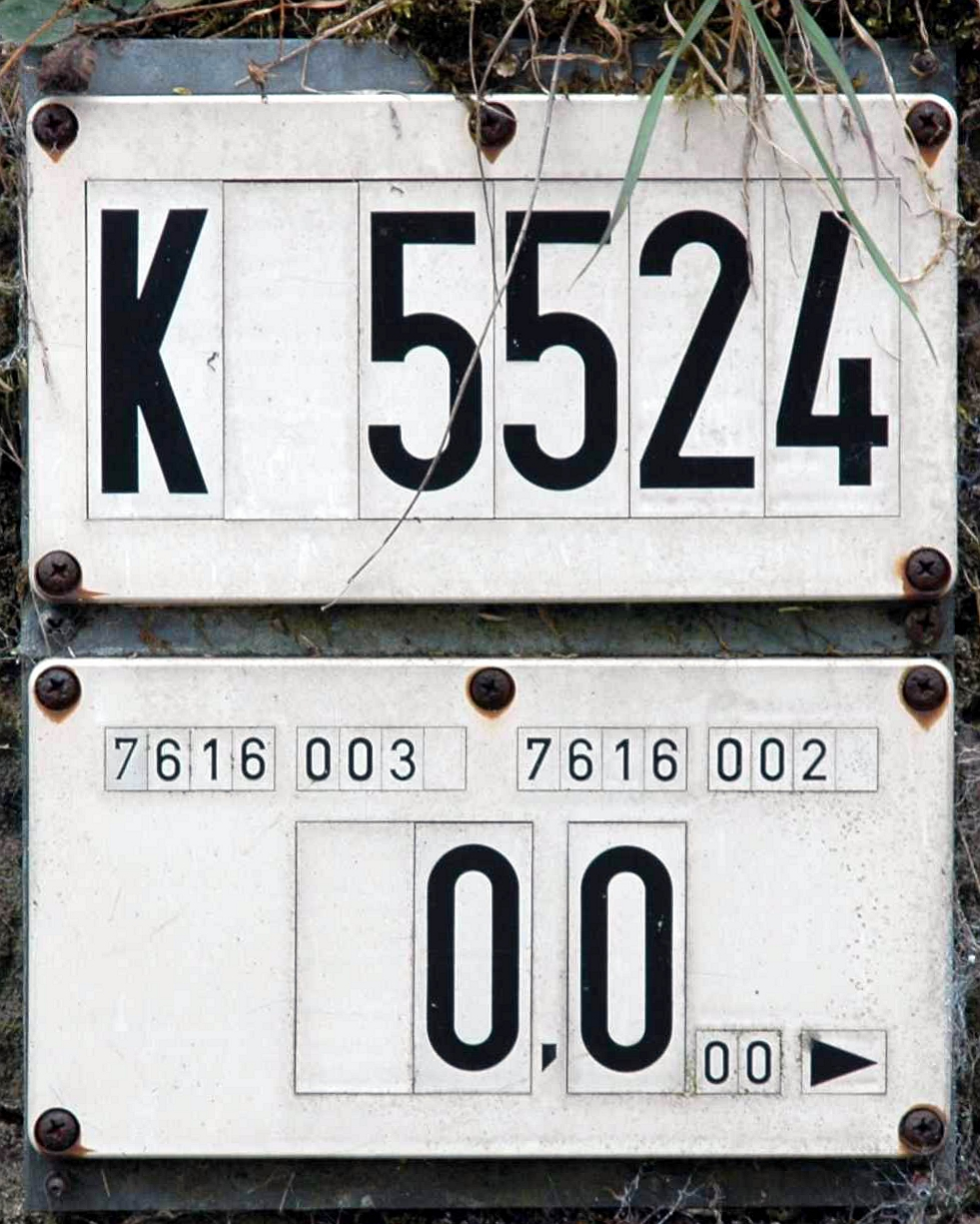
Stationszeichen

Die Liste der Kreisstraßen in der Region Hannover führt alle Kreisstraßen in der niedersächsischen Region Hannover auf.

## Abkürzungen
- K: Kreisstraße
- L: Landesstraße

## Hinweise
Nicht vorhandene bzw. nicht nachgewiesene Kreisstraßen werden in Kursivdruck gekennzeichnet, ebenso Straßen und Straßenabschnitte, die unabhängig vom Grund (Herabstufung zu einer Gemeindestraße oder Höherstufung) keine Kreisstraßen mehr sind.
Der Straßenverlauf wird in der Regel von Nord nach Süd und von West nach Ost angegeben.

## Nummernvergabe
Bis zur K 99
Bei den ein- und zweistelligen Kreisstraßennummern handelt es sich um Kreisstraßen innerhalb der Stadt Hannover. Die Kreisstraßen, die die Stadtgrenze von Hannover überqueren, erhalten eine neue Nummer. In der Liste werden die Straßennamen angegeben.
Ab der K 101
Mit dreistelligen Kreisstraßennummern ab der K 101 werden die Kreisstraßen im Altkreis Burgdorf gekennzeichnet. Zu diesem Bereich gehören die heutigen Gemeinden Burgdorf, Burgwedel, Isernhagen, Lehrte, Sehnde, Uetze und Wedemark.
Ab der K 201
Mit dreistelligen Kreisstraßennummern ab der K 201 werden die Kreisstraßen im Altkreis Springe und ab der K 220 im Altkreis Hannover gekennzeichnet. Zu diesem Bereich gehören die heutigen Gemeinden Barsinghausen, Gehrden, Hemmingen, Laatzen, Pattensen, Ronnenberg, Seelze, Springe und Wennigsen (Deister).
Ab der K 301
Mit dreistelligen Kreisstraßennummern ab der K 301 werden die Kreisstraßen im Altkreis Neustadt am Rübenberge und im Teilbereich Langenhagen des Altkreises Hannover gekennzeichnet. Zu diesem Bereich gehören die heutigen Gemeinden Garbsen, Langenhagen, Neustadt am Rübenberge und Wunstorf.

## Listen

### Stadt Hannover
| Nr.  | Verlauf |
| ---- | --- |
| K 3  | K 303 an der Grenze zu Langenhagen – Stelinger Straße – Mecklenheidestraße – |
| K 13 | K 14/K 26 – Beneckeallee – K 15 – Beneckeallee – L 380 |
| K 14 | L 380 – Alt-Vinnhorst – K 13/K 26 |
| K 15 | K 13 – Industrieweg – L 190 |
| K 18 | L 388 – Debberoder Straße – K 218 an der Grenze zu Laatzen |
| K 19 | L 389 – Laatzener Straße – Cousteaustraße – Weltausstellungsallee – Lissabonner Allee – L 393 |
| K 20 | L 393 – Abelmannstraße – Brückstraße – K 220 an der Grenze zu Hemmingen |
| K 21 | K 321 an der Grenze zu Garbsen – Garbsener Landstraße – |
| K 26 | K 326 an der Grenze zu Langenhagen – Alt-Vinnhorst – K 13/K 14 |
| K 35 | K 235 an der Grenze zu Ronnenberg – Empelder Straße – – Empelder Straße – Badenstedter Straße – K 49 – Badenstedter Straße – Egestorffstraße – Falkenstraße – Schwarzer Bär – Benno-Ohnesorg-Brücke – Gustav-Bratke-Allee – L 384 |
| K 36 | K 112 an der Grenze zu Isernhagen – – Kirchhorster Straße – L 382 |
| K 42 | /L 382 – Höversche Straße – K 142 an der Grenze zu Sehnde |
| K 49 | – Carlo-Schmid-Allee – K 51 – Carlo-Schmid-Allee – K 35 – Am Soltekampe – Lenther Chaussee – K 249 an der Grenze zu Seelze |
| K 51 | K 251 an der Grenze zu Seelze – Heisterbergallee – K 49 – Carlo-Schmid-Allee – Eichenbrink – Zimmermannstraße – |
| K 61 | K 62 – Brabeckstraße – /L 389 |
| K 62 | L 384 – Kirchröder Straße – Tiergartenstraße – K 61 – Tiergartenstraße – Lehrter Straße – /L 382 |

### Teilkreis Burgdorf
| Nr.   | Verlauf |
| ----- | --- |
| K 101 | L 190 – L 383 in Bissendorf |
| K 102 | L 380 in Resse – Wiechendorf – K 103 – L 190 – Scherenbostel – L 383 in Bissendorf                                                                               |
| K 103 | L 383 in Brelingen – K 144 – K 102 in Wiechendorf |
| K 104 | L 190 in Elze – Bennemühlen – K 105 – L 383 in Brelingen |
| K 105 | L 383 in Abbensen – Dudenbostel – K 311 – Rodenbostel – Ibsingen – Oegenbostel – Bestenbostel – K 104 in Bennemühlen                                             |
| K 107 | K 108 in Plumhof – L 190 – Elze – K 109 – Meitze – K 110 – L 310 in Gailhof                                                                                      |
| K 108 | K 107 in Plumhof – L 190 – Berkhof – – K 109 im Forst Rundshorn                                                                                                  |
| K 109 | L 190 in Elze – K 107 – Wasserwerk Elze-Berkhof – K 110 – K 108 im Forst Rundshorn                                                                               |
| K 110 | K 109 im Forst Rundshorn – K 107 in Meitze |
| K 111 | L 190 in Hellendorf – L 310 in Mellendorf |
| K 112 | K 36 an der Grenze zu Hannover – Altwarmbüchen – K 114 – – Großhorst – Kirchhorst – K 116 – Stelle – K 120 – – Beinhorn – Heeßel – in Burgdorf                   |
| K 113 | L 381 in Isernhagen NB (Niedernhägener Bauerschaft) – Isernhagen KB (Kircher Bauerschaft) – K 114 – Isernhagen FB (Farster Bauerschaft) – L 383 in Großburgwedel |
| K 114 | K 113 in Isernhagen KB (Kircher Bauerschaft) – K 112 in Altwarmbüchen                                                                                            |
| K 115 | K 113 in Isernhagen FB (Farster Bauerschaft) – K 116 in Neuwarmbüchen                                                                                            |
| K 116 | K 119 in Wettmar – Thönse – K 117 – L 383 – Neuwarmbüchen – K 115 – K 112 in Kirchhorst                                                                          |
| K 117 | L 381 in Großburgwedel – K 118 – Thönse – K 146 – K 116 – Engensen – Ramlingen – K 121 – in Ehlershausen                                                         |
| K 118 | K 119 in Kleinburgwedel – K 117 – L 383 in Großburgwedel |
| K 119 | L 381 – Kleinburgwedel – K 118 – K 146 – Wettmar – K 116 – Engensen – K 117 – L 383                                                                              |
| K 120 | K 112 – Schillerslage – |
| K 121 | K 117 in Ramlingen – Otze – L 412 in Burgdorf |
| K 122 | in Röddensen – Kolshorn – L 385 in Ahlten |
| K 123 | in Aligse – Steinwedel – L 412 in Burgdorf |
| K 124 | K 125 in Obershagen – Weferlingsen – L 311 in Sorgensen |
| K 125 | in Ehlershausen – K 133 – Obershagen – K 124 – Hänigsen – L 311 – K 126 – – Schwüblingsen – K 132 – K 131 – L 387 in Sievershausen                               |
| K 126 | K 125 in Hänigsen – Altmerdingsen – – Krätze – Katensen – L 387                                                                                                  |
| K 127 | – Uetze – Benrode – Eltze – – Regionsgrenze – (K 11 im Landkreis Peine)                                                                                          |
| K 128 | L 387 in Uetze – K 129 – Dedenhausen – K 145 – Regionsgrenze – (K 6 im Landkreis Peine)                                                                          |
| K 131 | L 412 in Burgdorf – K 125 |
| K 132 | K 125 in Schwüblingsen – L 387 in Dollbergen |
| K 133 | K 125 – Regionsgrenze – (K 59 im Landkreis Peine) |
| K 134 | in Lehrte – L 412 in Immensen |
| K 135 | in Lehrte – Ramhorst – in Evern |
| K 137 | in Haimar – Regionsgrenze – (K 40 im Landkreis Peine) |
| K 138 | L 411 in Gretenberg – Regionsgrenze – (K 523 im Landkreis Hildesheim)                                                                                            |
| K 139 | in Lehrte – in Ilten |
| K 140 | K 142 in Höver – Bilm – K 143 – in Ilten |
| K 141 | L 387 in Dollbergen – Regionsgrenze – (K 43 im Landkreis Peine)                                                                                                  |
| K 142 | K 42 an der Grenze zu Hannover – Höver – K 140 – in Ahlten |
| K 143 | K 140 in Bilm – in Wassel |
| K 144 | K 103 – L 190 in Mellendorf |
| K 145 | K 128 in Dedenhausen – K 145 – Regionsgrenze – (K 7 im Landkreis Peine)                                                                                          |
| K 146 | K 119 in Kleinburgwedel – K 117 in Thönse |
| K 147 | – L 410 in Müllingen |
| K 167 | L 410 in Bolzum – Regionsgrenze – (K 521 im Landkreis Hildesheim)                                                                                                |

### Teilkreise Springe und Hannover
| Nr.   | Verlauf |
| ----- | --- |
| K 201 | in Thiedenwiese – Vardegötzen – K 202 in Jeinsen |
| K 202 | (K 514 im Landkreis Hildesheim) – Regionsgrenze – Jeinsen – K 219 – K 201 – L 460 in Schulenburg                                                                              |
| K 204 | L 461 – Regionsgrenze – (K 506 im Landkreis Hildesheim) – Regionsgrenze – – K 210 – L 460 in Schulenburg                                                                      |
| K 205 | K 208 – Holtensen – K 206 – Alferde – L 461 |
| K 206 | K 205 in Alferde – K 207 in Boitzum |
| K 207 | K 208 in Wülfinghausen – Boitzum – K 206 – Regionsgrenze – (K 502 im Landkreis Hildesheim)                                                                                    |
| K 208 | L 422/L 461 in Eldagsen – K 205 – Wülfinghausen – K 207 – Regionsgrenze – (K 501 im Landkreis Hildesheim)                                                                     |
| K 209 | (K 506 im Landkreis Hildesheim) – Regionsgrenze – K 210 – Regionsgrenze – (K 506 im Landkreis Hildesheim)                                                                     |
| K 210 | K 204 – Schloss Marienburg – K 209 |
| K 212 | K 216 – Alvesrode – K 213 – K 216 |
| K 213 | K 212 in Alvesrode – Wisentgehege Springe – L 461 |
| K 214 | in Völksen – K 216 – K 215 – L 461 |
| K 215 | K 214 – Mittelrode – K 216 |
| K 216 | – K 212 West – K 212 Ost – Völksen – K 214 – K 215 – L 422 – L 460 in Gestorf                                                                                                 |
| K 218 | K 18 an der Grenze zu Hannover – K 260 in Laatzen-Mitte |
| K 219 | K 226 in Pattensen – Pattensen-Mitte – K 226 – Regionsgrenze – (K 513 im Landkreis Hildesheim) – Regionsgrenze – K 202 in Jeinsen                                             |
| K 220 | K 20 an der Grenze zu Hannover – K 221 in Hemmingen |
| K 221 | K 228 in Weetzen – K 231 – K 229 – Ihme-Roloven – K 226 – Devese – K 225 – Hemmingen-Westerfeld – Hemmingen – K 220 – L 389                                                   |
| K 222 | L 389 in Wilkenburg – Harkenbleck – K 224 – K 223 |
| K 223 | – K 222 – K 224 in Reden |
| K 224 | in Arnum – Harkenbleck – K 222 – Reden – K 223 in Reden – in Koldingen |
| K 225 | in Hemmingen-Westerfeld – Devese – K 221 – L 389 in Ohlendorf |
| K 226 | K 233/K 234 in Ronnenberg – K 221 – Ihme-Roloven – Hiddestorf – L 389 – Pattensen-West – K 219 – Pattensen-Mitte – K 219 – L 402                                              |
| K 227 | L 389 – Lüdersen – L 402/L 460 in Bennigsen |
| K 228 | K 230 – – Weetzen – K 221 – Vörie – L 389 in Linderte |
| K 229 | L 390 in Degersen – Lemmie – K 230 – in Weetzen |
| K 230 | – Harenberg – K 251 – Lenthe – K 249 – Northen – K 248 – Everloh – – K 231 – K 232 – Lemmie – K 229 – L 391 in Sorsum                                                         |
| K 231 | – Gehrden – K 230 – K 232 – – K 221 in Weetzen |
| K 232 | – K 230/K 231 in Gehrden |
| K 233 | – K 226/K 234 in Ronnenberg |
| K 234 | K 235 in Empelde – K 226/K 233 in Ronnenberg |
| K 235 | K 35 an der Grenze zu Hannover – Empelde – K 234 – |
| K 244 | – Winninghausen – L 391 in Hohenbostel |
| K 245 | K 251 in Ostermunzel – K 246 in Stemmen |
| K 246 | K 251 – K 245 – in Stemmen |
| K 247 | K 248 – in Ditterke |
| K 248 | K 251 – K 247 – K 230 in Northen |
| K 249 | K 230 in Lenthe – K 49 an der Grenze zu Hannover |
| K 250 | K 251 – Velber |
| K 251 | L 392 in Groß Munzel – K 245 – Ostermunzel – K 253 – K 246 – Lathwehren – L 390 – Kirchwehren – K 248 – Döteberg – K 230 – Harenberg – K 250 – K 51 an der Grenze zu Hannover |
| K 252 | L 390 in Seelze – Seelze-Süd – K 251 in Döteberg |
| K 253 | in Dedensen – K 254 – K 251 in Ostermunzel |
| K 254 | L 392 – Holtensen – K 253 |
| K 260 | L 393 in Alt-Laatzen – Laatzen-Mitte – Rethen (Leine) – Gleidingen – K 266 – Regionsgrenze – (K 516 im Landkreis Hildesheim)                                                  |
| K 266 | K 260 in Gleidingen – Oesselse – Ingeln – L 410 – Regionsgrenze – (K 519 im Landkreis Hildesheim)                                                                             |

### Teilkreis Neustadt am Rübenberge
| Nr.   | Verlauf |
| ----- | --- |
| K 301 | (K 6 im Landkreis Nienburg/Weser) – Regionsgrenze – Nöpke – K 302 – L 192 in Hagen                                                              |
| K 302 | Borstel – K 301 |
| K 303 | L 382 – K 3 an der Grenze zu Hannover |
| K 305 | (K 61 im Landkreis Nienburg/Weser) – Regionsgrenze – Niedernstöcken – L 191 – L 193 – Esperke – Regionsgrenze – (K 104 im Landkreis Heidekreis) |
| K 306 | L 192 in Laderholz – Lutter – L 191 in Mandelsloh                                                                                               |
| K 307 | L 192 in Bevensen – Büren – L 191 in Wulfelade                                                                                                  |
| K 310 | L 380 – Kananohe – L 390 in Kaltenweide |
| K 311 | K 312 in Vesbeck – K 105 in Dudenbostel |
| K 312 | L 193 in Vesbeck – K 311 – Regionsgrenze – (K 159 im Landkreis Heidekreis)                                                                      |
| K 313 | L 192 – L 191 in Empelde |
| K 314 | L 193 in Neustadt am Rübenberge – K 315 in Otternhagen                                                                                          |
| K 315 | L 193 in Averhoy – Metel – Scharrel – Otternhagen – K 314 – – K 316/K 322 in Frielingen                                                         |
| K 316 | K 315/K 322 in Frielingen – Osterwald Unterende – K 320 – Osterwald Oberende – K 317 – K 319 – Berenbostel – Stelingen – K 318 – L 380/L 382    |
| K 317 | L 316 in Osterwald Oberende – K 318 in Heldingen                                                                                                |
| K 318 | L 380 – Heldingen – K 317 – K 316 in Stelingen                                                                                                  |
| K 319 | K 316 in Berenbostel – L 382 in Berenbostel |
| K 320 | K 316 in Osterwald Unterende – in Meyenfeld |
| K 321 | L 390 in Havelse – K 21 an der Grenze zu Hannover                                                                                               |
| K 322 | K 315/K 316 in Frielingen – K 339 – Horst – K 323 – Schloß Ricklingen – K 341 –                                                                 |
| K 323 | K 322 in Horst – Meyenfeld – L 390 |
| K 324 | K 361 – L 190 – Evershorst – – L 190 – K 325 – Langenhagen – L 382 in Langenhagen                                                               |
| K 325 | K 324 in Langenhagen – K 361 – L 381 in Isernhagen NB (Niedernhägener Bauerschaft)                                                              |
| K 326 | /L 382 in Langenhagen – Godshorn – K 26 an der Grenze zu Hannover                                                                               |
| K 327 | L 392 – L 403 in Kolenfeld |
| K 329 | (K 40 im Landkreis Schaumburg) – Regionsgrenze – Mesmerode – K 345 – Bokeloh – K 330 – in Wunstorf                                              |
| K 330 | K 329 in Bokeloh – Idensen – K 345 – K 340 – Idensermoor – Regionsgrenze – (K 51 im Landkreis Schaumburg)                                       |
| K 331 | (K 41 im Landkreis Schaumburg) – Regionsgrenze – Steinhude – Großenheidorn – K 332 – Klein Heidorn – K 334 – in Wunstorf                        |
| K 332 | K 331 in Großenheidorn – |
| K 333 | – K 336 – Poggenhagen – K 335 – Liethe – K 334 – Blumenau – K 344 – in Wunstorf                                                                 |
| K 334 | K 331 in Klein Heidorn – – K 333 |
| K 335 | L 193 in Neustadt am Rübenberge – Bordenau – K 339 – K 333                                                                                      |
| K 337 | Maspe – K 338 |
| K 338 | L 190 in Kaltenweide – Altenhorst – K 337 – Hainhaus                                                                                            |
| K 339 | K 335 in Bordenau – in Frielingen |
| K 340 | (K 39 im Landkreis Schaumburg) – Regionsgrenze – K 330 in Idensen                                                                               |
| K 341 | K 322 in Schloß Ricklingen – L 390 in Garbsen                                                                                                   |
| K 342 | L 192 in Hagen – L 191 in Mariensee |
| K 343 | L 191 in Mariensee – L 193 in Basse |
| K 344 | K 333 in Blumenau – Luthe – – K 333 |
| K 345 | K 329 in Mesmerode – K 330 in Idensen |
| K 347 | L 360 in Mardorf – Totes Moor – L 193 in Neustadt am Rübenberge                                                                                 |
| K 356 | – Gümmer – Lohnde – K 357 – Seelze – L 390 – L 395 in Letter                                                                                    |
| K 357 | K 356 in Lohnde – |
| K 361 | L 190 in Kaltenweide – K 324 – Krähenwinkel – K 325 – in Langenhagen                                                                            |